# マイノーター (戦列艦・初代)
マイノーター（HMS Minotaur）は1793年11月6日にウリッジ工廠で進水したクラジュー級74門3等戦列艦。

## 参加海戦
- ナイルの海戦
- 第2次コペンハーゲンの海戦